# A Terrible Discovery
A Terrible Discovery è un cortometraggio muto del 1911 diretto da D.W. Griffith.

## Produzione
Il film fu prodotto dalla Biograph Company. Venne girato a Fort Lee, nel New Jersey, dove si trovava la sede della compagnia.

## Distribuzione
Distribuito dalla General Film Company, il film - un cortometraggio di una bobina - uscì nelle sale cinematografiche statunitensi il 21 dicembre 1911.